# 加纳战机
《加纳战机》是一款由Compile开发的FC游戏，游戏在日本由Tonkin House发行于1990年。在游戏中玩家将操控一台战斗飞船，击败多个关卡的头目并完成游戏。

## 设定
游戏设定在虚构的未来，由于地球资源耗尽，人们移居到一个叫IOTA Synthetica的人造太阳系中。然而一阵宇宙辐射波的席卷打破了和平的景象，星球上非生物有了生命，并开始攻击IOTA Synthetica居民。银河联邦意识到了问题超出了他们的控制，便召来传说中Xan的儿子指挥官加纳，拯救被奇怪力量破坏下的IOTA Synthetica。

## 系统

图中用圆圈包围的“5”代表第5种主武器，当玩家收集到它后，即可改变武器种类或升级原有的5号武器。

在游戏中玩家扮演加纳战机的指挥官，并通过操作太空飞船和敌人战斗，以完成八个不同的关卡。战机可以通过获取机翼（Wing）来扩大机身，使玩家可以同时击中两个而非单个敌人，此外获得机翼的玩家将可以更进一步的升级自己的武器。
游戏中包含5种主武器以及4种类型消耗类炸弹。主武器有普通枪、火焰喷射器、追踪回旋镖等几类，而所有的类型都有无限的弹药，它们可以通过在游戏中收集对应的数字获得。主武器可以通过不断收集能量“P”提升级别或维持能量。消耗类炸弹的原则也类似，但它们是通过相应的字母获得，它们的数量是有限的，但玩家可以在游戏内不断收集补充。
炸弹和主武器在游戏中都可以不断强化。当玩家在获得特定武器时，继续收集同类型的武器即可强化，每收集到一个同类型武器即可强化一级，最高强化为五级。而炸弹也可以此方式强化，每升一级炸弹的威力将强化两倍，但消耗弹药数也随之变为两倍。
关卡中会随机浮现钱，而被消灭的敌人或物品也可能掉落；其可以在两个关卡之间的商店中用来升级武器。
游戏一共有九关，包括一个隐藏关卡。

## 评价
日本游戏杂志《Fami通》为游戏打了26分（40满分）。